# Капустино (Калининградская область)
Капустино (до 1938 — Ленкучен (нем. Lenkutschen), до 1946 — Шлайфенау (нем. Schleifenau)) — посёлок в Черняховском районе Калининградской области. 

## История
До 2015 входил в состав Свободненского сельского поселения.

## Население
| 1910 | 1933 | 1939 | 2002 | 2010 |
| ---- | ---- | ---- | ---- | ---- |
| 70   | ↗190 | ↘159 | ↘19  | ↘16  |